# NGC 71
NGC 71 je eliptická galaxie vzdálená od nás zhruba 307 milionů světelných let nacházející se v souhvězdí Andromedy.